# Risus sardonicus

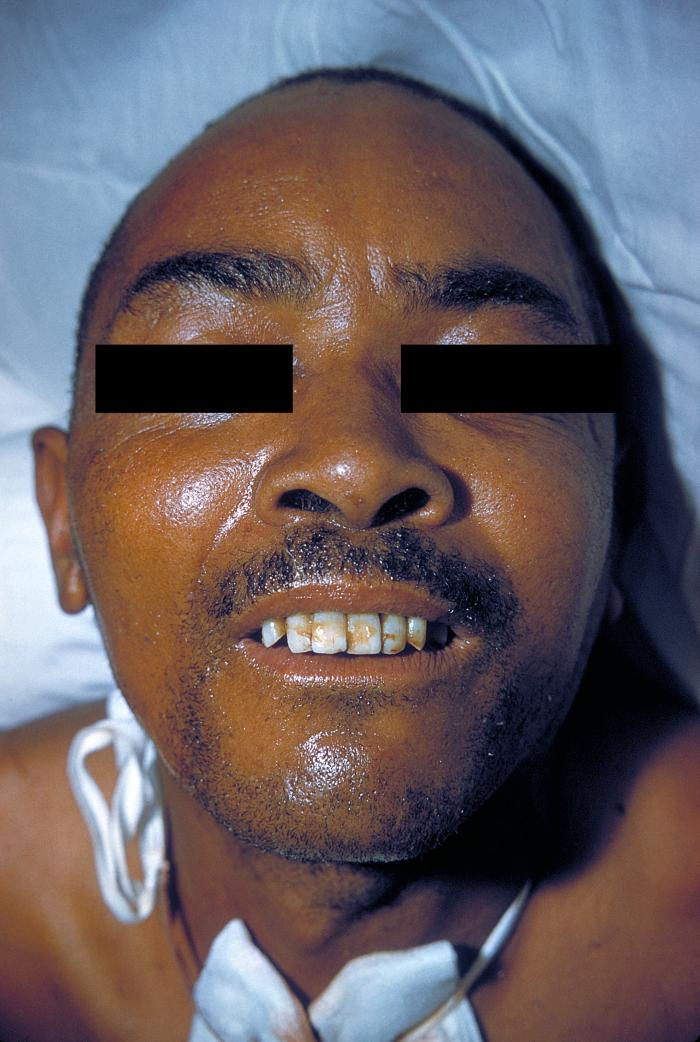
Krämpfe der Gesichtsmuskulatur (Risus sardonicus)

Der Risus sardonicus (lateinisch, wörtlich „sardonisches Lachen“), auch sardonisches Grinsen oder „Teufelsgrinsen“ genannt, ist ein breites, hämisch wirkendes Grinsen aufgrund einer pathologischen Kontraktion der mimischen Muskulatur.

## Ursachen
Der Risus sardonicus ist meist ein Symptom der Infektion mit Clostridium tetani. Diese Bakterien verursachen Tetanus (Wundstarrkrampf). Bedingt durch die Verkrampfung der Muskeln ziehen sich die Gesichtsmuskeln zusammen.
Das gleiche Symptom kann auch bei einer Vergiftung mit Strychnin auftreten.